# 樱花素
樱花素（也称为5,4'-二羟基-7-甲氧基黄烷酮）是一种有机化合物，化学式C16H14O5，属于黄烷酮类化合物，它是柚皮素的7-甲氧基衍生物，存在于Polymnia fruticosa和水稻中。它是一种植物抗毒素，可以抑制稻熱病菌。

## 生物合成
柚皮素-7-O-甲基转移酶以S-腺苷甲硫氨酸为甲基供体合成樱花素。

## 生物降解
绮丽小克银汉霉可以将其脱甲基，然后使之发生硫酸化反应。